# Xenoderolus
Xenoderolus is een kevergeslacht uit de familie van de boktorren (Cerambycidae). De wetenschappelijke naam van het geslacht werd voor het eerst geldig gepubliceerd in 2007 door Sama.

## Soorten
Xenoderolus is monotypisch en omvat slechts de volgende soort:
- Xenoderolus arabicus (Villiers, 1968)